# 松戸市立図書館
松戸市立図書館 （まつどしりつとしょかん）は、千葉県松戸市が運営する公立図書館。

本館は1974年（昭和49年）2月開館。
松戸市松戸にある本館と東松戸地域館、市内各地の19の分館、子ども読書推進センター、新松戸分館こどものとしょかんの計22館で構成される。蔵書の貸出しを受けられるのは、松戸市の在住者、松戸市への通勤・通学者、松戸市に隣接している市区（流山市・柏市・市川市・鎌ケ谷市・葛飾区）の在住者となっている。また、移動図書館車を所有している。

## 歴史
1943年2月に松戸町立図書館設立。同年4月に松戸町の市制施行により松戸市立図書館に改称。
2020年以降、本館を移転新築する検討がなされている。

## 施設一覧
松戸市立図書館設置条例に基づき、以下に挙げる1つの本館（中央館）と東松戸地域館、19の分館が設置されている。

### 本館
- 松戸市立図書館本館（松戸2060番地）
  - 開館時間
    - 1階：火曜日～金曜日9時30分～17時、土曜日・日曜日・祝日9時30分～17時
    - 1階以外：火曜日～金曜日9時30分～19時、土曜日・日曜日・祝日9時30分～17時

  - 所蔵数等
2階
一般書約65000冊
雑誌119誌
3階
参考資料約14000冊　
郷土資料約12000冊
CD・カセットテープ：約8000
新聞26種　
インターネット用パソコン3台（内1台はオンラインデータベースの閲覧可能）
調査・閲覧コーナー21席（内5席は持参したパソコンの使用可能）
閉架書
4階
事務室
閉架書庫
5階
学習室
休憩コーナー
- 子ども読書推進センター（松戸2062番地）[5]
所蔵数等
1階
児童書約11000冊
読書通帳機
紙芝居→子ども読書推進センターに移管しました
学校連携室

### 地域館

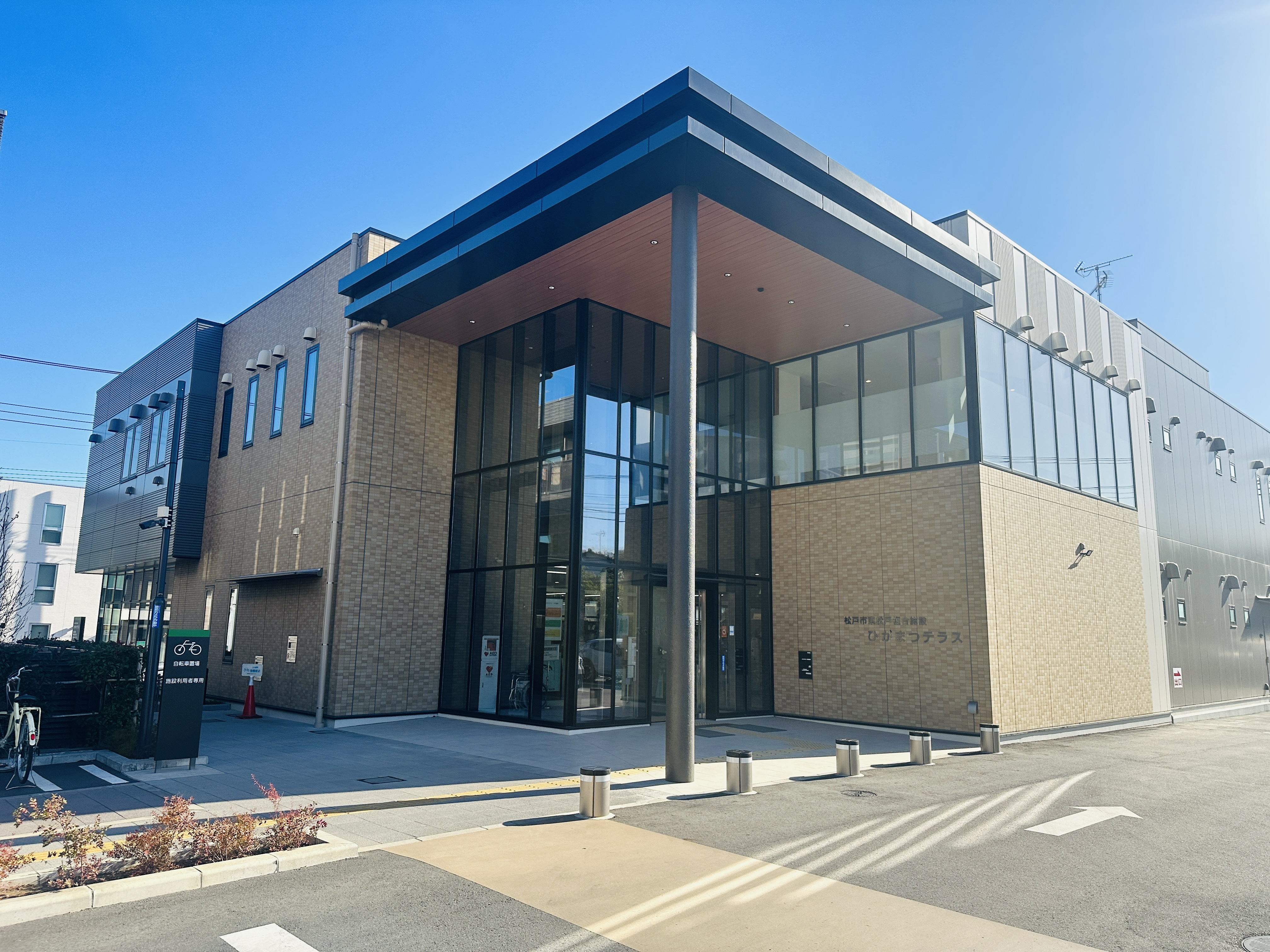
東松戸地域館 松戸市東松戸複合施設 ひがまつテラス

- 東松戸地域館(東松戸2丁目14番地1号東松戸複合施設ひがまつテラス1F)
2021年12月19日(日)オープン
開館時間火曜日～金曜日9時30分～19時
土曜日・日曜日・祝日9時30分～17時
所蔵数等
一般書約:39000冊
児童書約:13000冊
雑誌:117誌
新聞:13種
インターネット用パソコン:4台
読書通帳機
自動貸出機

### 分館
開館時間
火曜日～日曜日、祝日9時30分～17時
休館日

月曜日(国民の祝・休日と重なる場合は開館し、その翌平日が振替休館。)

館内整理日(月曜日以外の毎月最後の平日(12月を除く)
- 常盤平分館（常盤平三丁目30番地常盤平
市民センター内1F)
京成松戸線常盤平駅南口下車徒歩約10分
京成松戸線常盤平駅南口から、京成バス千葉ウエスト「牧の原団地」ゆきで【常盤平支所前】下車徒歩約1分
所蔵数等
一般書約:22000冊
児童書約:13000冊
紙芝居約:1000点
新聞
インターネット用パソコン1台

- 稔台分館（稔台七丁目1番地の5稔台市民センター内3階)
京成線みのり台駅下車徒歩約2分
所蔵数等
一般書:約12000冊
児童書:約7000冊
雑誌
新聞

- 小金原分館（小金原六丁目6番地の2小金原市民センター内2F）
JR北小金駅南口2,3番のりばから、京成バス千葉ウエスト「小金原団地循環」か「バス案内所」ゆきで、【行政センター】下車徒歩約1分

京成線八柱駅南口3番のりばから、京成バス千葉ウエスト「北小金駅」ゆきで【行政センター】下車徒歩約1分
所蔵数等
一般書：約25000冊
児童書：約11000冊
紙芝居：約1,000点
雑誌
新聞
インターネット用パソコン：1台
- 矢切分館（上矢切299番地の1総合福祉会館3F）
JR・京成線松戸駅西口1番のりばから、京成バス矢切駅・国府台駅経由「市川駅」ゆきで【浅間台】下車徒歩約1分
所蔵数等
一般書：約12000冊
児童書：約7000冊
雑誌
新聞

- 馬橋分館（西馬橋蔵元町177番地馬橋市民センター内2F)
JR・流鉄流山線馬橋駅西口下車徒歩約9分
所蔵数等
一般書：約11000冊
児童書：6000
雑誌
新聞

- 古ケ崎分館（古ケ崎四丁目3490番地古ケ崎市民センター内1F）
JR・京成線松戸駅西口2番のりばから、京成バス「日大歯科病院」ゆきで【栄町三丁目】下車徒歩約7分

JR北松戸駅西口下車徒歩約20分
所蔵数等
一般書：約10000冊
児童書：約6000冊
雑誌
新聞
- 五香分館（五香二丁目35番地の5五香市民センター内1F）
京成線五香駅東口下車徒歩約12分
所蔵数等
一般書：約11,000冊
児童書：約5,000冊
雑誌
新聞

- 小金分館（小金きよしケ丘三丁目1番地の1小金市民センター内1F）
JR北小金駅南口下車徒歩約12分
所蔵数等
一般書：約36,000冊
ヤングアダルト：約3000冊
児童書：約10000冊
紙芝居：約1000点
CD・カセットテープ：約5000点
雑誌
新聞
インターネット用パソコン：1台

- 明分館（上本郷3018番地の1明市民センター内1階)
京成線上本郷駅北口下車徒歩約6分
所蔵数等
一般書：約17000冊
児童書：約7,000冊
雑誌
新聞

- 六実分館（六高台三丁目71番地六実市民センター内1F)
東武野田線(東武アーバンパークライン)六実駅徒歩約16分
五香駅東口のりばから、ちばレインボーバス「六実駅」ゆきで【六実支所】下車徒歩約3分
所蔵数等
一般書：約12000冊
児童書：約7000冊
雑誌
新聞
インターネット用パソコン：1台

- 東部分館（高塚新田427番地）
東部分館は東松戸地域館に吸収で閉館。

- 新松戸分館（新松戸三丁目27番地新松戸市民センター内1階）
JR新松戸駅下車徒歩約12分
所蔵数等
一般書：約18,000冊
児童書：約6,000冊
雑誌
新聞
インターネット用パソコン：1台
読書通帳機

- 新松戸分館こどものとしょかん（新松戸三丁目27番地）[6]

- 馬橋東分館（馬橋1854番地の3馬橋東市民センター1F
JR馬橋駅東口下車徒歩約8分
所蔵数等
一般書：約9,000冊
児童書：約5,000
雑誌
新聞

- 小金北分館（中金杉二丁目159番地の2小金北市民センター内2F）
JR北小金駅北口下車徒歩約16分
所蔵数等
一般書：9000冊
児童書：5,000
雑誌
新聞

- 松飛台分館（松飛台210番地の2松飛台市民センター内1F）
京成五香駅西口のりばから、京成バス千葉ウエスト「松飛台駅」か「紙敷車庫」ゆきで【松飛台十字路】下車徒歩約5分
京成線元山駅下車徒歩約25分

京成線くぬぎ山駅下車徒歩約20分
所蔵数等
一般書：約8000冊
児童書：約6000冊
雑誌
新聞
- 二十世紀が丘分館（二十世紀が丘中松町2番地二十世紀が丘市民センター内1F）
松戸駅西口7番のりばから、京成バス「聖徳学園」ゆきで【二十世紀が丘市民センター】下車徒歩0分
所蔵数等
一般書：約9000冊
児童書：約6000冊
雑誌
新聞

- 八柱分館（牧の原一丁目193番地の6八柱市民センター内1F）
JR武蔵野線新八柱駅・京成線八柱駅下車徒歩約16分
京成線八柱駅南口2番のりばから、京成バス千葉ウエスト「牧の原団地」ゆきで【小山台】下車徒歩約3分
所蔵数等
一般書：約9,000冊
児童書：約7,000冊
雑誌
新聞

- 八ケ崎分館（八ケ崎五丁目15番地の1八ケ崎市民センター内1F）
JR馬橋駅東口　入口のりばから、京成バス千葉ウエスト「常盤平駅北口」ゆきで【水砂】下車徒歩約4
京成常盤平駅北口のりばから、京成バス千葉ウエスト「馬橋駅入口」ゆきで【三区】下車徒歩約3分
所蔵数等
一般書：約9,000冊
児童書：約6,000冊
雑誌
新聞

- 和名ケ谷分館（和名ヶ谷1360番地和名ケ谷スポーツセンター内1階）
JR・京成線松戸駅東口1番のりばから、京成バス千葉ウエスト「新東京病院」ゆきで【和名ケ谷スポーツセンター】下車徒歩1分
JR・京成線松戸駅東口1番のりばから、京成バス千葉ウエスト「新東京病院経由三矢小台」ゆきで【和名ケ谷スポーツセンター】下車徒歩1分
一般書：約1200冊
児童書：約9000冊
紙芝居：約100点
雑誌
新聞
インターネット用パソコン：1台
読書通帳機